# Zehnkampf-Länderkampf der Männer 1972 Sowjetunion – BR Deutschland
| 5. Leichtathletik-Länderkampf mit bundesdeutscher Beteiligung 1972 | 5. Leichtathletik-Länderkampf mit bundesdeutscher Beteiligung 1972 |
| ------------------------------------------------------------------ | ------------------------------------------------------------------ |
|                                                                    |                                                                    |
| Zehnkampf-Vergleich der Männer: Sowjetunion – BR Deutschland       |                                                                    |
| Austragungsort                                                     | Moskau                                                             |
| Wettbewerbe                                                        | 1                                                                  |
| Datum                                                              | 9./10. Juni                                                        |
| 1. URS 2. FRG                                                      | 69.547 P 60.173 P                                                  |
| Chronik                                                            |                                                                    |
| ← POL-FRG-ROU 10kampf (M)                                          | URS - FRG 5kampf (F) →                                             |

Der fünfte Vergleich des Länderkampfjahres 1972 fand eine knappe Woche nach dem vierten Vergleich wieder in Form eines Zehnkampfs statt. In Moskau traten am 9./10. Juni die Athleten aus der ersten Reihe gegen die Sowjetunion an. Gleichzeitig trugen auch die Mehrkämpferinnen am selben Ort in getrennter Wertung einen Mehrkampf gegen die UdSSR aus. Von den fünf vorangegangenen Aufeinandertreffen der Zehnkämpfer hatten die bundesdeutschen Vertreter zwei und die sowjetischen Wettkämpfer drei gewonnen.

## Wettbewerbe und Modus
Jede Nation stellte zwölf Zehnkämpfer, von denen die neun Besten durch Addition ihrer Punkte gewertet wurden. In der deutschen Mannschaft schieden infolge Verletzungen vier Athleten aus, sodass nur acht in die Wertung kamen.

## Ergebnis
Obwohl die bundesdeutschen Zehnkämpfer hier mit ihrem stärksten Team am Start waren, mussten sie eine weitere Niederlage gegen ihre in diesem Jahr besonders starken sowjetischen Kontrahenten hinnehmen. Der Einzelsieg ging an einen sowjetischen Athleten und in der Gesamtwertung gewann die Sowjetunion mit 69.547 zu 60.173 Punkten. Dass die Niederlage so hoch ausfiel, lag auch daran, dass vier bundesdeutsche Vertreter den Wettkampf nach der zweiten beziehungsweise schon nach der ersten Disziplin beenden mussten und ohne Punkte blieben. So trugen nur acht bundesdeutsche Vertreter zu Wertungspunkten bei.

## Legende
Kurze Übersicht zur Bedeutung der Symbolik – so üblicherweise auch in sonstigen Veröffentlichungen verwendet:
| DNF | nicht im Ziel (did not finish) |
| DNS | nicht am Start (did not start) |
| NMH | keine Höhe (No Mark)           |

## Resultat
| Platz | Name                     | Nation | Punkte | 100 m  | Weit- sprung | Kugel- stoßen | Hoch- sprung | 400 m  | 110 m Hürden | Diskus- wurf | Stabhoch- sprung | Speer- wurf | 1500 m     |
| ----- | ------------------------ | ------ | ------ | ------ | ------------ | ------------- | ------------ | ------ | ------------ | ------------ | ---------------- | ----------- | ---------- |
| 01    | Mykola Awilow            | URS    | 8084   | 11,1 s | 7,44 m       | 14,10 m       | 2,08 m       | 50,1 s | 14,4 s       | 46,06 m      | 4,40 m           | 59,30 m     | 4:34,8 min |
| 02    | Herbert Swoboda          | FRG    | 7959   | 10,6 s | 6,91 m       | 13,89 m       | 1,92 m       | 49,5 s | 15,4 s       | 43,08 m      | 4,50 m           | 63,86 m     | 4:25,9 min |
| 03    | Boris Iwanow             | URS    | 7896   | 10,8 s | 6,88 m       | 13,88 m       | 2,00 m       | 50,4 s | 14,8 s       | 44,64 m      | 4,20 m           | 67,04 m     | 4:38,6 min |
| 04    | Wladimir Ormanow         | URS    | 7776   | 10,6 s | 6,90 m       | 14,30 m       | 1,84 m       | 48,5 s | 15,3 s       | 44,76 m      | 4,60 m           | 53,40 m     | 4:43,3 min |
| 05    | Eberhard Stroot          | FRG    | 7721   | 10,6 s | 7,28 m       | 12,96 m       | 1,92 m       | 48,8 s | 15,4 s       | 38,78 m      | 4,10 m           | 54,84 m     | 4:23,8 min |
| 06    | Wiktor Tschelnokow       | URS    | 7717   | 11,2 s | 6,85 m       | 14,35 m       | 1,84 m       | 49,4 s | 15,7 s       | 48,28 m      | 4,00 m           | 66,14 m     | 4:26,4 min |
| 07    | Horst Beyer              | FRG    | 7690   | 11,5 s | 6,88 m       | 13,82 m       | 1,96 m       | 51,2 s | 15,0 s       | 48,20 m      | 4,30 m           | 54,90 m     | 4:21,9 min |
| 08    | Rudolf Sigert            | URS    | 7690   | 10,9 s | 6,67 m       | 16,07 m       | 2,08 m       | 52,0 s | 15,0 s       | 46,18 m      | 4,30 m           | 51,04 m     | 4:55,5 min |
| 09    | Leonid Litwinenko        | URS    | 7677   | 11,0 s | 7,01 m       | 14,00 m       | 1,84 m       | 49,7 s | 15,2 s       | 44,12 m      | 4,30 m           | 58,64 m     | 4:33,3 min |
| 10    | Boris Tolmatschew        | URS    | 7656   | 11,1 s | 6,70 m       | 12,90 m       | 2,00 m       | 49,6 s | 15,7 s       | 40,22 m      | 4,20 m           | 65,70 m     | 4:25,0 min |
| 11    | Hans-Joachim Perk        | FRG    | 7534   | 11,4 s | 6,75 m       | 14,54 m       | 1,80 m       | 50,5 s | 14,9 s       | 42,92 m      | 4,70 m           | 57,70 m     | 4:29,3 min |
| 12    | Toomas Berendsen         | URS    | 7534   | 11,3 s | 6,78 m       | 14,04 m       | 1,96 m       | 50,4 s | 16,1 s       | 49,86 m      | 3,80 m           | 57,74 m     | 4:29,7 min |
| 13    | Toomas Surväli           | URS    | 7517   | 11,1 s | 6,84 m       | 13,45 m       | 1,88 m       | 50,7 s | 15,4 s       | 41,90 m      | 4,30 m           | 54,08 m     | 4:24,0 min |
| 14    | Gennadi Jelsakow         | URS    | 7459   | 10,9 s | 7,13 m       | 14,14 m       | 1,84 m       | 49,7 s | 15,9 s       | 44,72 m      | 4,10 m           | 52,30 m     | 4:46,7 min |
| 15    | Helmut Kammermeier       | FRG    | 7337   | 10,8 s | 6,76 m       | 14,05 m       | 1,76 m       | 50,7 s | 15,5 s       | 44,38 m      | 3,80 m           | 60,64 m     | 4:48,2 min |
| 16    | Guido Kratschmer         | FRG    | 7308   | 10,8 s | 6,84 m       | 14,37 m       | 1,80 m       | 50,7 s | 15,4 s       | 43,18 m      | 3,80 m           | 54,84 m     | 4:51,0 min |
| 17    | Günter Hoffmann          | FRG    | 7275   | 11,1 s | 6,84 m       | 12,70 m       | 1,92 m       | 50,8 s | 15,3 s       | 39,70 m      | 4,10 m           | 56,54 m     | 4:51,0 min |
| 18    | Günter Grube             | FRG    | 7272   | 11,0 s | 6,72 m       | 13,81 m       | 1,72 m       | 51,4 s | 15,4 s       | 45,34 m      | 3,90 m           | 64,64 m     | 4:52,9 min |
| 19    | Kaido Meilern            | URS    | 6362   | 10,9 s | 6,86 m       | 13,08 m       | 1,88 m       | 51,9 s | 16,2 s       | 39,72 m      | NMH              | 54,40 m     | 4:54,5 min |
| DNF   | Wladimir Schtscherbatych | URS    |        | 10,9 s | 7,05 m       | 13,35 m       | 1,88 m       | DNS    |              |              |                  |             |            |
| DNF   | Hans-Joachim Walde       | FRG    |        | 10,9 s | 7,04 m       | DNS           |              |        |              |              |                  |             |            |
| DNF   | Heinz-Ulrich Schulze     | FRG    |        | 10,7 s | DNS          |               |              |        |              |              |                  |             |            |
| DNF   | Bernd Knut               | FRG    |        | 11,3 s | DNS          |               |              |        |              |              |                  |             |            |
| DNF   | Werner von Moltke        | FRG    |        | 12,3 s | DNS          |               |              |        |              |              |                  |             |            |